# Wer hat hier recht?
Wer hat hier recht? (Originaltitel: Lady and Gent) ist ein US-amerikanisches Filmdrama aus dem Jahr 1932. Das Drehbuch basiert auf einer Erzählung der beiden Drehbuchautoren Grover Jones und William Slavens McNutt.

## Handlung
Der alternde Boxer Slag Bailey verliert seinen Kampf gegen den Neuling Buzz Kinney. Die Niederlage bedeutet das Karriereende für ihn und seinen Manager Pin Streaver, denn Promoter Cash Enright setzt sie beide vor die Tür. In der Nacht bricht Pin bei Enright ein, um das Geld aus dem Tresor zu stehlen. Er wird jedoch von einem Polizisten überrascht und erschossen. Slag findet Pins Leiche und in ihren Taschen einen Schlüssel und eine Besitzurkunde für ein Haus. Slag und seine Freundin, die Sängerin Puff Rogers, kommen zu der Ansicht, dass Pin ein Doppelleben geführt haben muss. Puff fängt ein Telegramm ab, dass an einen James Streaver gerichtet ist. Jemand mit dem Namen Ted will sich mit Pin am nächsten Tag in Ironton treffen.
Slag und Puff finden das Haus und warten dort auf den angekündigten Besuch. Als es klopft, öffnen sie und ein Junge stellt sich als Pins Sohn Ted vor. Slag wird der Grund für Pins ständige Geldnot klar. Pin hat das Haus gekauft, um sich dort mit seinem Sohn niederlassen zu können. Slag erzählt Ted vom Tode seines Vaters. Er und Puff wollen sich von nun an um Ted kümmern. Zwar sehnt sich Puff zurück zum Broadway, doch als Slag Arbeit in einem Stahlwerk findet, sind die drei bald als Familie angesehen.
Ted wächst heran und wird zu einem Footballstar. Nachts boxt Slag auf Jahrmärkten, um das Geld für Teds Collegebesuch aufzubringen. Bei einem Spiel von Ted, das sich Slag anschaut, wird er in eine Schlägerei auf den Rängen verwickelt und verhaftet. In der Zelle trifft er auf seinen früheren Gegner Buzz Kinney, der nun nach einer unglücklichen Ehe am Ende ist. Puff und Slag helfen Buzz wieder aus dem Gefängnis zu kommen und sitzen anschließend in einem Restaurant. Buzz kritisiert Puffs unvorteilhaftes Aussehen und wird dafür von Slag niedergeschlagen. Doch Puff weiß, dass Buzz’ Worte wahr sind, denn sie wollte nie so lange in dieser hässlichen Vorstadt bleiben.
Ted kommt heim und bringt Cash Enright mit. Cash will Ted zu einem Boxer machen, wenn der auf das College verzichtet. Puff wirft Enright hinaus, damit er ihren Ziehsohn nicht korrumpieren kann. Doch Ted will unbedingt schnelles Geld machen. Slag will den Jungen aufhalten. Slag und Ted beginnen sich zu schlagen, wobei Slag k. o. geht. Puff erinnert Ted daran, dass sich Slag um ihn gekümmert hat. Ted ist voller Reue und fragt, ob die beiden ihn offiziell adoptieren würden. Daraufhin heiraten Slag und Puff.

## Auszeichnungen
1932 wurden Grover Jones und William Slavens McNutt in der Kategorie Beste Originalgeschichte für den Oscar nominiert.

## Hintergrund
Die Uraufführung fand am 11. Juli 1932 in Großbritannien und am 15. Juli 1932 in den USA statt.
Der Film ist einer von über 700 Produktionen der Paramount Pictures, die zwischen 1929 und 1949 gedreht wurden, und deren Fernsehrechte 1958 an Universal Pictures verkauft wurden.